# Борец (Хакасия)
Боре́ц — село в Ширинском районе Хакасии. Административный центр сельского поселения Борцовский сельсовет. 

## География
Находится в 30 км к востоку от райцентра — села Шира и одноимённой железнодорожной станции; в 140 км от города Абакана, по северной стороне региональной автодороги Ачинск — Троицкое.
У западной окраины села протекает река Сон, в 7 км к западу впадающая в озеро Шира; к югу, за трассой Р408, лежит озеро Власьево; к северо-востоку расположены Утичьи озёра, крупнейшее из которых Утичье-3 используется в лечебных целях; также в 10 км к юго-западу от села находится озеро Шунет и более мелкие водоёмы Красненькое и Чёрненькое.

## Население
| 2002 | 2010  |
| ---- | ----- |
| 1295 | ↗1424 |

Число хозяйств — 549, население — 1387 человек (01.01.2004), в том числе немцы, русские, украинцы, белорусы, хакасы и др. 

## История
Основано в 1955 году в связи с поднятием целины в Хакасии. 

## Экономика
Основные предприятия: гос. унитарное предприятие «Борец» (бывший совхоз «Борец») (растениеводство, животноводство), крестьянско-фермерское хозяйство «Овцевод», потребительское общество. Средние общеобразовательные и музыкальные школы, Дом культуры.
В селе находится центральная усадьба совхоза «Борец», организованного в 1955 году в результате подъёма целинных и залежных земель. На территории хозяйства находятся с. Борец, дд. Власьево и Старый Борец. Основные направления производства: овцеводство, производство зерна, мяса и молока. К 1965 имел 19550 овец, 1350 коров, 38000 га пашни. До 1972 структура управления хозяйством была традиционной. В 1972 была организована цеховая система управления. В результате при сокращении штата управления почти вдвое увеличилась прибыль, затраты на создание и развитие хозяйства окупились в 9,2 раза. В 1982 совхозу «Борец» присвоен статус племенного хозяйства по разведению тонкорунной породы овец. В 1990 надой на 1 фур. корову составил 2608 кг, настриг шерсти с овцы — 4,9 кг, урожайность зерновых (1988) — 21,4 ц/га. В 2000 племовцесовхоз «Борец» был переименован в государственное республиканское унитарное предприятие «Борец», в 2003 — в государственное унитарное предприятие Республики Хакасия «Борец». Форма собственности — государственная. Численность работающих — 400 чел. Площадь сельхозугодий — 30131 га, в том числе пашня — 13753 га. Поголовье (гол.) крупного рогатого скота — 1842, в том числе коров — 602, овец — 9222, лошадей — 138. Совхоз «Борец» награждён орденом Трудового Красного Знамени (1967). В хозяйстве более 100 орденоносцев. Руководители: Л. М. Замиховский, К. Г. Шмидт (Герой Социалистического Труда), Н. И. Гейль, А. П. Макарчук, В. В. Бенгардт.